# Рокбриџ (Охајо)
Рокбриџ (енгл. Rockbridge) насељено је место без административног статуса у америчкој савезној држави Охајо.

## Демографија
По попису из 2010. године број становника је 182.
| Група             | 2000.    | 2010.       |
| Белци             | 0 (0,0%) | 178 (97,8%) |
| Афроамериканци    | 0 (0,0%) | 0 (0,0%)    |
| Азијати           | 0 (0,0%) | 0 (0,0%)    |
| Хиспаноамериканци | 0 (0,0%) | 0 (0,0%)    |
| Укупно            | 0        | 182         |